# Hedeoma pusilla
Hedeoma pusilla là một loài thực vật có hoa trong họ Hoa môi. Loài này được (R.S.Irving) R.S.Irving mô tả khoa học đầu tiên năm 1970 publ. 1971.